# Les Écuelles
Pour les articles homonymes, voir Écuelles.
Pour plus de détails, voir Fiche technique et Distribution.
Les Écuelles est un film documentaire burkinabè d'Idrissa Ouedraogo réalisé en 1983.

## Synopsis
Dans un village mossi (au Burkina Faso), deux vieillards fabriquent les écuelles traditionnelles en bois utilisées pour les besoins de la vie quotidienne. Le travail est pénible et minutieux, délaissé par les jeunes qui semblent avoir déserté le village.

## Fiche technique
- Titre : Les Écuelles
- Réalisation : Idrissa Ouedraogo
- Photo : Issaka Thiombiano
- Montage : Arnaud Blin, Juliana Sanchez
- Producteur : Idrissa Ouedraogo
- Société de production : Les Films de l'Avenir
- Distribution : P.O.M Films
- Pays d'origine : Burkina Faso
- Langue : mooré
- Format : couleur - 1.66:1
- Genre : documentaire
- Durée : 11 minutes
- Date de sortie : 1983

## Le film
Sans commentaire ni dialogue, avec juste une musique traditionnelle jouée au n'goni en début et au balafon à la fin, le film suit toutes les étapes de la fabrication des écuelles, de la coupe du bois jusqu'au départ en ville pour la vente. Il s'inscrit dans la tradition du « cinéma du réel » ou « cinéma vérité ».

## Récompenses
- Prix Kodak Musée de l’Homme[réf. à confirmer]
- Grand Prix Documentaire à Melbourne[réf. à confirmer]
- Prix de la Fédération internationale des ciné-clubs d’Oberhausen[réf. à confirmer]
- Grand Prix du court-métrage à Nevers[réf. à confirmer]